# Demetrius Stefanovich Schilizzi
Demetrius Stefanovich Schilizzi (en grec moderne : Δημήτριος Στεφάνοβικ Σκυλίτσης), né en 1839 et mort en 1893, fut le chef d'une puissante maison de banque à Londres après avoir commencé sa carrière à Paris.
Il fit construire à ses frais, à Paris, l'église Saint-Étienne de la rue Bizet et l'asile Schilizzi (23-25 rue de Varize), mais il mourut avant que les travaux de l'église fussent achevés et que le terrain pour l'asile fût même acheté. Il avait affecté à la réalisation de ces deux projets 5 000 000 francs, dont 3 000 000 pour le projet d'église.